# Hermonassa hemicyclia
Hermonassa hemicyclia är en fjärilsart som beskrevs av Plante 1994. Hermonassa hemicyclia ingår i släktet Hermonassa och familjen nattflyn. Inga underarter finns listade i Catalogue of Life.